# Congrés Panafricanista d'Azània
El Congrés Panafricanista d'Azania generalment traduït com a Congrés Panafricà o PAC (en anglès: Pan Africanist Congress of Azania) va ser un moviment nacionalista negre sud-africà i, actualment, un partit polític.
Es va establir com una organització clandestina durant el règim de l'apartheid, a l'abril de 1959, sota el lideratge de Robert Sobukwe, en separar-se del Congrés Nacional Africà (ANC).
Va ser legalitzat el 1990 juntament amb les altres organitzacions nacionalistes negres, incloent l'ANC.

## Lluites internes
El PAC ha estat assetjat per lluites internes i ha tingut nombrosos canvis de lideratge des de la seva transició a un partit polític. El 1996, Clarence Makwetu, que va dirigir el partit en les eleccions de 1994, va ser destituït per "desacreditar el partit".
L'agost de 2013, el PAC va triar Alton Mphethi com a president, després que el líder anterior Letlapa Mphahlele fos expulsat el maig enmig d'acusacions d'intentar causar divisió en el partit, irregularitats financeres i mal lideratge. Una facció del PAC va continuar considerant a Mphahlele com a líder. L'assumpte va ser resolt en els tribunals, amb Mpheti finalment sent confirmat com a líder del partit per a les eleccions de 2014. Posteriorment, Mpheti va ser acusat d'assassinat d'un ciutadà swazi, Mthunzi Mavundla.
Luthando Mbinda va ser triat president al congrés de 2014 a Botshabelo, mentre que Letlapa Mphahlele va ser triat al juliol de 2015 a Manguang. Mbinda va afirmar que l'elecció de Mphahlele no era vàlida, ja que ell no era un membre vàlid. La Comissió Electoral Independent va suspendre les assignacions del fons estatutari del partit fins que es va aclarir qui liderava el partit, i l'octubre de 2015 el tribunal superior va confirmar que Mbinda era el líder reconegut.

## Resultats electorals
| Eleccions generals de Sud-àfrica | Eleccions generals de Sud-àfrica | Eleccions generals de Sud-àfrica | Eleccions generals de Sud-àfrica | Eleccions generals de Sud-àfrica | Eleccions generals de Sud-àfrica | Eleccions generals de Sud-àfrica | Eleccions generals de Sud-àfrica | Eleccions generals de Sud-àfrica |
| Elecció                          | Candidat                         | Vots                             | %                                | Escons Assemblea                 | +/-                              | Escons Consell                   | +/-                              | Govern                           |
| -------------------------------- | -------------------------------- | -------------------------------- | -------------------------------- | -------------------------------- | -------------------------------- | -------------------------------- | -------------------------------- | -------------------------------- |
| 1994                             |                                  | 243.478                          | 1.25                             | 5/400                            |                                  | 0/90                             |                                  | Oposició                         |
| 1999                             |                                  | 113.125                          | 0.78                             | 3/400                            | 2                                | 0/90                             | =                                | Oposició                         |
| 2004                             |                                  | 113.512                          | 0.73                             | 3/400                            | =                                | 0/90                             | =                                | Oposició                         |
| 2009                             |                                  | 48.530                           | 0.27                             | 1/400                            | 2                                | 0/90                             | =                                | Oposició                         |
| 2014                             |                                  | 37.784                           | 0.21                             | 1/400                            | =                                | 0/90                             | =                                | Oposició                         |
| 2019                             |                                  | 32.677                           | 0.18                             | 1/400                            | =                                | 0/90                             | =                                | Oposició                         |
| 2024                             | Mzwanele Nyhontso                | 36.716                           | 0,23 / 100                       | 1 / 400                          | =                                |                                  |                                  | Coalició                         |